# Cladeutes discedens
Cladeutes discedens är en stekelart som först beskrevs av Woldstedt 1874.  Cladeutes discedens ingår i släktet Cladeutes och familjen brokparasitsteklar. Arten är reproducerande i Sverige. Inga underarter finns listade i Catalogue of Life.